# Stefan Heuer
Stefan Heuer (* 27. Mai 1971 in Großburgwedel) ist ein deutscher Schriftsteller.

## Leben und Werk
Stefan Heuer lebt und arbeitet in Burgdorf bei Hannover. Seit 1997 Veröffentlichung unterschiedlichster Texte (Lyrik, kurze und lange Prosa, Buchbesprechungen und experimentelle Kurzdramen) in Anthologien, Jahrbüchern, literarischen Kalendern, Literaturzeitschriften und im Internet.
Stefan Heuer schreibt Songtexte für die hannoversche Formation tiefblau sowie das Elektro-Projekt kannkind und komponiert elektronische Musik unter den Namen horrak (solo) und mixpoke (gemeinsam mit Tom Heuer).
Zudem: Assemblage, Combine Painting und analoge Collagen, Einzel- und Gruppenausstellungen, Künstlerbücher und Mail Art-Projekte.

Collagen-Kooperationen und weitere Künstlerbücher mit anderen Künstlern Heft-/Buchform, zuletzt:
- „langustenbäume, die auch reden“, Gedichte von Frank Milautzcki zu Collagen von Stefan Heuer
- „Anleitung zur Ersten Hilfe bei Unfällen“, gemeinsam mit Susanna Lakner
- „Einheitskurzschrift“, gemeinsam mit Susanna Lakner (Redfoxpress Irland)
- „Wonderful Holiday Picture-Stories“, gemeinsam mit Geronimo Finn
- „Sprechnotiz / orange“, gemeinsam mit Sabine Remy
- „augen I höhen“, Gedichte von Stefan Heuer zu Alpenlomos von Maks Dannecker
- „SPIELZEIT“, gemeinsam mit Susanna Lakner (Redfoxpress Irland)
- „Silence Break – Uncensored“, gemeinsam mit Susanna Lakner
- „Look - World’s Finest“, gemeinsam mit Sabine RemyLakner
- „THE IMPOSSIBLE EXIL“, gemeinsam mit Brandstifter (Redfoxpress Irland)
- „Kühle Tips für heiße Tage“, gemeinsam mit Sabine Remy (Redfoxpress Irland)
- „KLEPPER“, gemeinsam mit Svenja Wahl

www.heuerseite.de

## Einzeltitel
- Scharfe Schere - Nacktes Beil. Collagen. (zusammen mit Boris Kerenski) Moloko Plus, 2023. ISBN 978-3-948750-33-6.
- (AUS DEM) SCHNEIDER. Collagen. (zusammen mit Boris Kerenski) Moloko Plus, 2023. ISBN 978-3-943603-94-1.
- Vielleicht ein paar Raben. Gedichte. (zusammen mit Urs Böke und Fabian Lenthe) Moloko Plus, 2023. ISBN 978-3-948750-53-4
- Asche in den Wunden. Gedichte. (zusammen mit Urs Böke) Ratriot Medien 2018.
- Katzen im Sack. Roman. Elif Verlag, Nettetal 2017, ISBN 978-3-946989-03-5.
- herzstück. Gedichte. Verlagshaus Berlin 2016, ISBN 978-3-945832-13-4.
- werkstatt. Gedichte. parasitenpresse, Köln 2015.
- stirb nicht am speichel der nacht. Gedichte. (zusammen mit Urs Böke) footura black edition, Itzehoe 2013.
- Das dunkelgrüne Körperteil. SuKuLTuR, Berlin 2012, ISBN 978-3-941592-37-7.
- FIRNIS. Roman. Verlagshaus J. Frank, Berlin 2010, ISBN 978-3-940249-31-9.
- honig im mund, galle im herzen. Gedichte. Lyrikedition, 2000, München 2007, ISBN 978-3-86520-258-1.
- favoritensterben. Gedichte. yedermann Verlag, Riemerling 2006, ISBN 3-935269-34-X.
- Die Flügel der letzten Kastanie. Novelle. Edition Thaleia, St. Ingbert 2006, ISBN 3-924944-77-6.
- strobe cut. Gedichte zu Filmen von Andy Warhol. edition roadhouse, Hannover 2004.
- DAS GUTE GESCHÄFT. Gedichte. parasitenpresse, Köln 2002.
- gezeiten an land. Gedichte. Edition elf, Burgdorf 1997.

## Anthologien und Literaturzeitschriften (Auswahl)
- Axel Kutsch (Hrsg.): Versnetze. Das große Buch der neuen deutschen Lyrik. Verlag Ralf Liebe, Weilerswist 2008, ISBN 978-3-935221-86-3.
- Shafiq Naz (Hrsg.): Der deutsche Lyrikkalender 2008. Jeder Tag ein Gedicht. Alhambra Publishing, B-Bertem 2007, ISBN 978-2-87448-013-3.
- Nicolas Nowack (Hrsg.): Nordsee ist Wortsee. Wachholtz Verlag 2006, ISBN 3-529-04522-5.
- Theo Breuer (Hrsg.): NordWestSüdOst. Gedichte von Zeitgenossen. Edition YE, Sistig/Eifel 2003, ISBN 3-87512-192-9.
- Literaturzeitschriften: Faltblatt, Federwelt, Podium, Minotaurus, Freiberger Lesehefte, Belletristik